# Fernando Fernández (auteur)
Pour les articles homonymes, voir Fernando Fernández.
Fernando Fernández Sánchez (1940-2010) est un artiste espagnol connu pour ses activités d'illustrateur, de peintre et d'auteur de bande dessinée.
Dessinateur protéiforme, il est particulièrement connu pour ses œuvres réalistes, en particulier son adaptation de Dracula en couleurs directe publié en 1982 dans la version espagnole du mensuel Creepy.